# Journal of Business and Economic Statistics
Das Journal of Business and Economic Statistics (JBES) ist eine wirtschaftswissenschaftliche Fachzeitschrift, deren Schwerpunkt Wirtschaftsstatistik ist. Das Journal of Business and Economics ist zudem die offizielle Fachzeitschrift der American Statistical Association und wird durch den Verlag Taylor & Francis mit einer Frequenz von vier Ausgaben pro Jahr herausgegeben.

## Geschichte
Das Journal of Business and Economic Statistics wurde 1983 mit Keisuke Hirano (University of Arizona) und Jonathan H. Wright (Johns Hopkins University) gegründet.

## Inhalte
Das Journal of Business and Economic Statistics veröffentlicht Artikel zu verschiedenen Themen, vornehmlich über die Anwendung statistischer Analysen in den Bereichen Mikroökonomie, Makroökonomie, Betriebswirtschaft, Finanzwissenschaft und Wirtschaftsprognose. Allgemeinere Artikel in Statistik, Ökonometrie, Rechenmethoden, Simulation und zur graphischen Darstellung befinden sich ebenfalls im Umfang der Zeitschrift, sofern sie auf die allgemeinen Interessensgebiete der Zeitschrift Bezug nehmen. Artikel, die in JBES veröffentlicht werden, sollten bedeutende Ergebnisse enthalten, hochwertige Methoden anwenden, die Problematik überzeugend darlegen und für gewöhnlich wesentliche empirische Anwendungsmöglichkeiten beinhalten.

## Redaktion
Die Redaktion des Journal of Business and Economic Statistics besteht aus den Chefredakteuren Rong Chen (Rutgers University) und Shabeeb Khan (Duke University), Jamie Hutchens als Redaktionskoordinator und 77 Associate Editors.

## Rezeption
In einer Studie von Kalaitzidakis et al. (2003) belegte das Journal of Business and Economic Statistics Platz 9 von 159 ausgewerteten Publikationen, sank jedoch in einer aktualisierten Studie von Kalaitzidakis et al. (2011) auf Platz 30 von 209 verglichenen Publikationen ab. Im wirtschaftswissenschaftlichen Publikationsranking des Tinbergen-Instituts an der Universität Amsterdam wird das Journal of Business and Economic Statistics in der Kategorie A („sehr gute allgemeine wirtschaftswissenschaftliche Fachzeitschriften und Spitzenzeitschriften im jeweiligen Fachgebiet“) geführt. Eine weitere Studie der französischen Ökonomen Pierre-Phillippe Combes und Laurent Linnemer listet das Journal mit Rang 22 von 600 wirtschaftswissenschaftlichen Zeitschriften in die drittbeste Kategorie A ein.
Der Impact Factor des Journal of Business and Economic Statistics lag im Jahr 2012 bei 1,932. In der Statistik des Social Sciences Citation Index wurde das Journal mit diesem Impact Factor an 51. Stelle von 333 Zeitschriften in der Kategorie Wirtschaftswissenschaft geführt. In der Kategorie Methamatische Methoden belegte das Journal Rang 6 von 45 Zeitschriften. Damit lag das Journal in beiden Kategorien in den Top 25 %.